# 鲍渥
让-巴蒂斯特·保罗·博（法語：Jean-Baptiste Paul Beau；1857年1月26日—1926年2月14日），汉名鲍渥，越南汉文文献译作晡、蒲，是法国的外交官，曾担任驻中国的公使。1900年中国爆发义和团运动，他曾和其他外国公使被围困在北京。1901年，作为法国代表与大清国钦命全权大臣李鸿章、奕劻进行谈判，之后签署了《辛丑条约》。1908年，他在结束法属印度支那总督任期时，获阮朝表封为辅国王。

## 著作
- 《Situation de l'Indo-Chine de 1902 à 1907》（1908年）